# Duo-Art

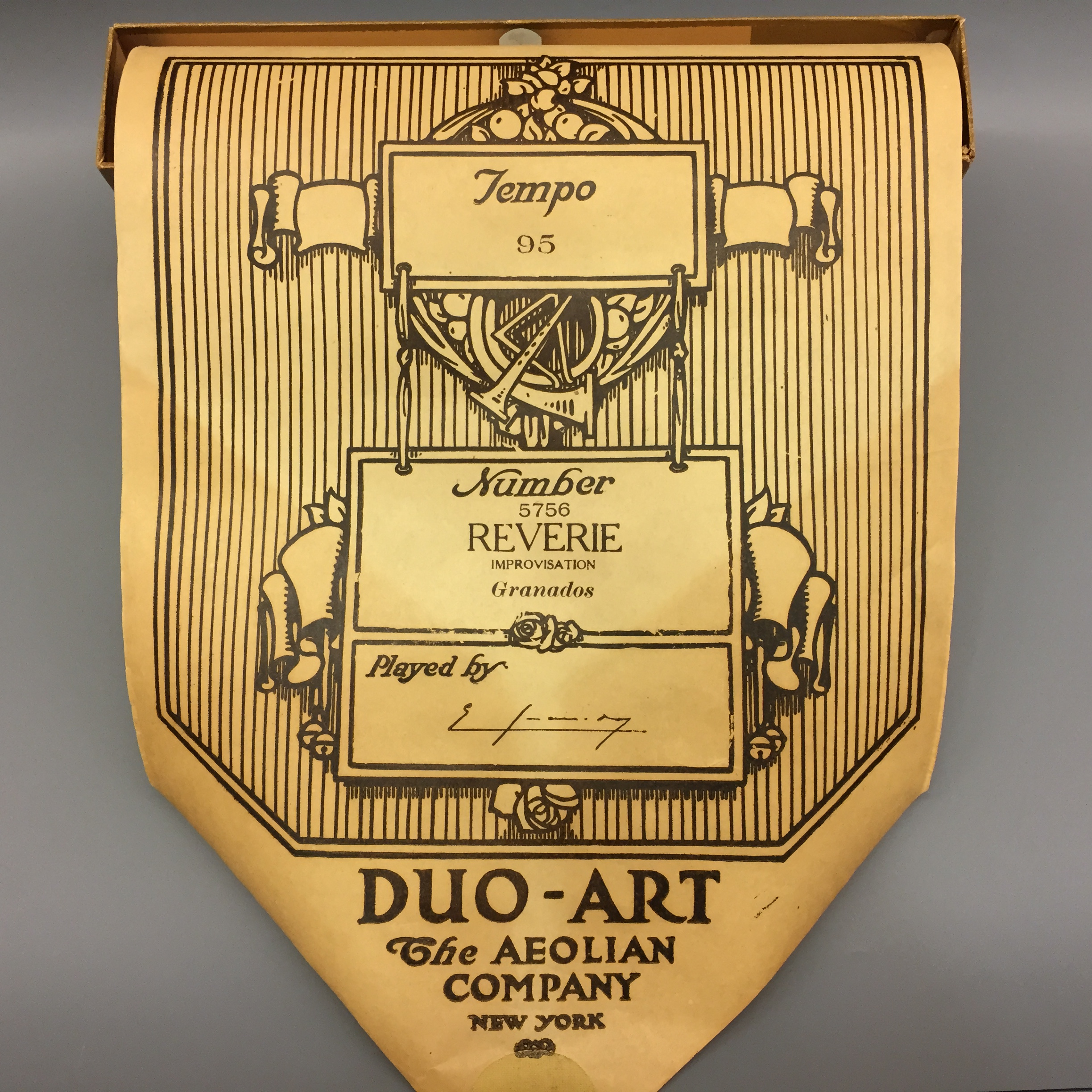
Rullo artistico Duo-Art, interpretato da Enrique Granados, al Museo della Musica di Barcellona

La Duo-Art è stata una delle principali tecnologie per pianoforte automatico del XX secolo, apparsa nel 1914, le altre erano l'American Piano Company (Ampico), lanciata sul mercato nel 1911 e la Welte-Mignon del 1905.

## Storia
Queste tecnologie fiorirono a quel tempo a causa della scarsa qualità del primo Fonografo (Gramophone in Gran Bretagna). Tra il 1913 e il 1925 un certo numero di illustri pianisti classici e popolari, come Ignace Paderewski, Josef Hofmann, Percy Grainger, Teresa Carreño, Aurelio Giorni, Robert Armbruster e Vladimir Horowitz, registrarono per la Duo-Art e i loro rulli sono una testimonianza della pratica estetica e musicale del XIX secolo e dell'inizio del XX secolo. Il processo di registrazione, utilizzando un pianoforte collegato a una macchina perforatrice, non era in grado di acquisire automaticamente le dinamiche del pianista. Queste venivano aggiunte da un tecnico di registrazione, che manipolava i comandi manuali per annotare le dinamiche sulla "matrice" della registrazione. Era pertanto necessario un editing post-registrazione per produrre la performance finale, in genere uno sforzo congiunto da parte del tecnico di registrazione e del pianista stesso, che ha approvava il prodotto finale. Queste registrazioni rappresentano pertanto lo stile generale di questi grandi artisti e sono una buona rappresentazione delle loro esibizioni dal vivo.

## Aeolian Company
L'Aeolian Company introdusse il meccanismo Duo-Art nel 1914. Normalmente veniva installato in marche di pianoforti prodotti dall'Aeolian come Weber, Steck, Wheelock e Stroud. Era anche disponibile nei pianoforti Steinway in base ad un accordo esclusivo. Aeolian era stata messa sotto pressione per rendere disponibile il meccanismo nei pianoforti Steinway, ma Steinway non aveva alcun interesse a mettere in piedi un accordo con un'azienda che vedeva come un concorrente. Per placare la Steinway, l'Aeolian accettò di smettere di promuovere il suo marchio Weber come marchio premium e di smettere di sponsorizzare i concerti di Paderewski e di altri pianisti. L'accordo prevedeva anche che Aeolian acquistasse un certo numero di pianoforti Steinway ogni anno, indipendentemente dal fatto che potessero o meno venderli. Questo contratto alla fine divenne un enorme fardello finanziario dopo il crollo di Wall Street del 1929. Nel 1925, anno del suo picco massimo, Aeolian produsse più di 190.000 strumenti, ma il crollo finanziario, il fonografo elettrico e l'avvento del sonoro nel cinema si unirono per condurre l'azienda verso il declino definitivo.